# Hochei pe gheață la Jocurile Olimpice de iarnă din 2014
Probele sportive de hochei pe gheață la Jocurile Olimpice de iarnă din 2014 s-au desfășurat în perioada 6-23 februarie 2014 la Soci, Rusia, în două locuri: la Domul de gheață Bolșoi și la Arena Șaiba. Ambele au dimensiunile aplicate internațional (60x30 metri). 12 echipe au participat în turneul masculin și 8 în cel feminin. Turneele au început pe 8 februarie. Cel masculin s-a terminat pe 23 februarie iar cel feminin pe 20 februarie.

## Sumar medalii

### Clasament pe țări
| Loc   | Țară                       | Aur | Argint | Bronz | Total |
| ----- | -------------------------- | --- | ------ | ----- | ----- |
| 1     | Canada                     | 2   | 0      | 0     | 2     |
| 2     | Suedia                     | 0   | 1      | 0     | 1     |
| 2     | Statele Unite ale Americii | 0   | 1      | 0     | 1     |
| 3     | Finlanda                   | 0   | 0      | 1     | 1     |
| 3     | Elveția                    | 0   | 0      | 1     | 1     |
| Total | Total                      | 2   | 2      | 2     | 6     |

### Medaliați
| Turneu   | Aur | Argint | Bronz |
| Masculin | Canada (CAN) · Jamie Benn · Patrice Bergeron · Jay Bouwmeester · Jeff Carter · Sidney Crosby · Drew Doughty · Matt Duchene · Ryan Getzlaf · Dan Hamhuis · Duncan Keith · Chris Kunitz · Roberto Luongo · Patrick Marleau · Rick Nash · Corey Perry · Alex Pietrangelo · Carey Price · Patrick Sharp · Mike Smith · Martin St. Louis · P. K. Subban · John Tavares · Jonathan Toews · Marc-Édouard Vlasic · Shea Weber | Suedia (SWE) · Daniel Alfredsson · Nicklas Bäckström · Patrik Berglund · Alexander Edler · Oliver Ekman-Larsson · Jhonas Enroth · Jimmie Ericsson · Jonathan Ericsson · Loui Eriksson · Jonas Gustavsson · Carl Hagelin · Niklas Hjalmarsson · Marcus Johansson · Erik Karlsson · Niklas Kronwall · Marcus Krüger · Gabriel Landeskog · Henrik Lundqvist · Gustav Nyquist · Johnny Oduya · Daniel Sedin · Jakob Silfverberg · Alexander Steen · Henrik Tallinder · Henrik Zetterberg | Finlanda (FIN) · Juhamatti Aaltonen · Aleksander Barkov · Mikael Granlund · Juuso Hietanen · Jarkko Immonen · Jussi Jokinen · Olli Jokinen · Leo Komarov · Sami Lepistö · Petri Kontiola · Lauri Korpikoski · Lasse Kukkonen · Jori Lehterä · Kari Lehtonen · Olli Määttä · Antti Niemi · Antti Pihlström · Tuukka Rask · Tuomo Ruutu · Sakari Salminen · Sami Salo · Teemu Selänne · Kimmo Timonen · Ossi Väänänen · Sami Vatanen |
| Feminin  | Canada (CAN) · Meghan Agosta-Marciano · Gillian Apps · Mélodie Daoust · Laura Fortino · Jayna Hefford · Haley Irwin · Brianne Jenner · Rebecca Johnston · Charline Labonté · Geneviève Lacasse · Jocelyne Larocque · Meaghan Mikkelson · Caroline Ouellette · Marie-Philip Poulin · Lauriane Rougeau · Natalie Spooner · Shannon Szabados · Jenn Wakefield · Catherine Ward · Tara Watchorn · Hayley Wickenheiser     | Statele Unite ale Americii (USA) · Kacey Bellamy · Megan Bozek · Alexandra Carpenter · Julie Chu · Kendall Coyne · Brianna Decker · Meghan Duggan · Lyndsey Fry · Amanda Kessel · Hilary Knight · Jocelyne Lamoureux · Monique Lamoureux · Gisele Marvin · Brianne McLaughlin · Michelle Picard · Josephine Pucci · Molly Schaus · Anne Schleper · Kelli Stack · Lee Stecklein · Jessie Vetter                                                                                       | Elveția (SUI) · Janine Alder · Livia Altmann · Sophie Anthamatten · Laura Benz · Sara Benz · Nicole Bullo · Romy Eggimann · Sarah Forster · Angela Frautschi · Jessica Lutz · Julia Marty · Stefanie Marty · Alina Müller · Katrin Nabholz · Evelina Raselli · Florence Schelling · Lara Stalder · Phoebe Stanz · Anja Stiefel · Nina Waidacher                                                                                    |

## Turneul masculin
Turneul a cuprins 12 națiuni, dintre care 9 s-au calificat prin intermediul Clasamentului mondial IIHF, iar celealte 3 prin turnee de calificare subsecvente. Formatul a fost identic cu cel din 2010: au fost trei grupe cu câte patru echipe pentru a determina care dintre ele avansează. Fiecare câștigător de grupă și echipele aflata pe locul al doilea a avansat direct în ce-a de-a doua rundă. NHL a permis jucătorilor să participe în acest turneu.

### Calificare
Calificarea pentru turneul masculin de la Jocurile Olimpice de iarnă din 2014 a constat în Clasamentul mondial IIHF urmat de Campionatele Mondiale de Hochei pe gheață din 2012. Primele nouă echipe din top s-au calificat automat, în timp ce următoarele 3 locuri au fost ocupate prin competiții.

### Țări participante
12 națiuni au participat împărțite în trei grupe.
| Grupa A                                                    | Grupa B                                  | Grupa C                              |
| ---------------------------------------------------------- | ---------------------------------------- | ------------------------------------ |
| - Rusia - Slovacia - Statele Unite ale Americii - Slovenia | - Finlanda - Canada - Norvegia - Austria | - Cehia - Suedia - Elveția - Letonia |

## Turneul feminin
Turneul feminin a cuprins 8 națiuni și s-a desfășurat în perioada 8-20 februarie 2014. A fost introdus un nou format: primele 4 echipe au fost în grupa A, în timp ce următoarele 4 în grupa B. În sferturile de finală, ultimele două echipe din grupa A s-au luptat cu primele două din grupa B, iar câștigătorul s-a luptat ori cu prima ori cu a doua echipă din grupa A.

### Calificare
Calificarea pentru turneul feminin de la Jocurile Olimpice de iarnă din 2014 a constat în Clasamentul mondial IIHF urmat de Campionatele Mondiale de Hochei pe gheață din 2012. Primele cinci echipe din top s-au calificat automat precum și țara organizatoare, Rusia, în timp ce următoarele două locuri au fost ocupate prin competiții.

### Țări participante
8 națiuni au participat împărțite în două grupe.
| Grupa A                                                    | Grupa B                               |
| ---------------------------------------------------------- | ------------------------------------- |
| - Canada - Finlanda - Elveția - Statele Unite ale Americii | - Rusia - Suedia - Germania - Japonia |